# Maria Schandorff
Maria Schandorff, född 22 januari 1784 i Drammen, död 27 september 1848 i Kristiania (dagens Oslo), var en norsk filantrop och socialpedagog.
Hon var dotter till köpman Jens Constantin Lasson (1743–1830) och Margrethe Elisabeth Schaar (1754–1828), och gifte sig 1816 med ämbetsinnehavaren Jacob Christlieb Schandorff. Hon växte upp i Köpenhamn och var från 1814 bosatt i Kristiania. År 1827 grundade hon en uppfostringsanstalt för föräldralösa flickor som fick kungligt tillstånd att kalla sig Eugenia Stiftelse efter drottning Desideria, född Bernhardine Eugénie Désirée Clary, och drottning i Svensk-norska unionen. Norska kungahuset blev en långvarig stödjare av stiftelsen. Hon öppnade också ett barnhem i anslutning till den, som fick en egen byggnad 1841. Eugenia Stiftelse var präglat av sträng religiositet. Barnhemmet varade till 1913, och Eugenia Stiftelse till 1978.

## Verk
- En Norges Datter til sine Søstre, i Morgenbladet. 12 januari 1823 (också tryckt som bilaga till Thrap 1903; se nedan)
- Til de agtværdige Norges Mænd og Qvinder, i Den norske Rigstidende 20 juni 1826 (också tryckt i Thrap 1903)
- Beretning om Eugenia Stiftelse, 1836
- Dagens Løsen. En Skatkiste for Unge og Gamle, Fattige og Rige, 1843